# Jorge Aníbal Gómez Gallego
Jorge Aníbal Gómez Gallego (n. en Girardota, Antioquia), es un jurista y abogado colombiano, egresado de la Universidad Pontificia Bolivariana, con posgrados de la Universidad de Medellín y profesor de diferentes universidades, que ha sido magistrado y presidente de la Corte Suprema de Justicia de Colombia. Es el padre de Carlos Andrés Gómez, decano de la facultad de Derecho de la Universidad Jorge Tadeo Lozano, de Bogotá.

## Trayectoria
Jorge Aníbal Gómez Gallego estudió derecho en la Universidad Pontificia Bolivariana, y se especializó en Derecho penal y Criminología en la Universidad de Medellín, donde fue profesor durante varios años. 

### Actividad académica
Además de ser profesor de la Universidad de Medellín, ha ejercido como profesor de posgrados en otras universidades (como la Universidad Autónoma de Bucaramanga, la Corporación Universitaria de Ibagué, la Universidad del Rosario, la Universidad Santo Tomás, la Universidad Católica de Colombia y la Universidad Sergio Arboleda.

### Actividad judicial
Durante más de 36 años sirvió Gómez Gallego a la rama judicial colombiana. Fue escribiente de su juzgado en Medellín, juez civil, juez penal (municipal de circuito y superior), juez de instrucción criminal, y magistrado de los Tribunales Superiores de Medellín (entre 1985 y 1989) y Antioquia (entre 1990 y 1996). De ambos tribunales fue su presidente.
Entre 1996 y 2004 fue magistrado de la Sala Penal de la Corte Suprema de Justicia de Colombia, habiendo sido designado presidente de la sala a la que pertenece y también de la corporación, dignidad que ostentó en el período 2003-2004.
Hizo parte de la Comisión de la Verdad, junto con los juristas Nilson Pinilla Pinilla y José Roberto Herrera Vergara, designada para encontrar la verdad de los hechos conocidos como el holocausto del Palacio de Justicia, toma y retoma del emblemático edificio de Bogotá en 1985.
El 12 de mayo de 2010, fue designado por el gobierno de Álvaro Uribe Vélez como candidato a la Fiscalía General de la Nación, en reemplazo de Camilo Ospina Bernal .

### Actividad como abogado
Desde la culminación de su período como magistrado de la Corte Suprema de Justicia, ejerce como abogado penalista. En ese ejercicio ha sido apoderado del exministro Andrés Felipe Arias y del procurador general y exconsejero de Estado Alejandro Ordóñez Maldonado.

## Distinciones
En ejercicio de su actividad, el exmagistrado Gómez Gallego ha recibido diferentes distinciones:
- Medalla al mérito judicial José Ignacio de Márquez (2003)
- Resolución de honores de la Cámara de Representantes (2003)
- Orden del Zurriago - Ejecutivo Antioqueño (2001)
- Escudo de Antioquia, categoría oro, del Departamento de Antioquia
- Placa de honor al mérito jurídico del Colegio de Abogados de Antioquia
- Orden Mariscal Sucre del Departamento de Sucre
- Escudo de oro, del Colegio Antioqueño de Abogados

Es miembro del Colegio Antioqueño de Abogados.